# Benld
Benld – miasto w Stanach Zjednoczonych, w stanie Illinois, w hrabstwie Macoupin.